# 작업 기억 훈련
작업 기억 훈련은 사람의 작업 기억을 향상시키기 위한 것이다. 작업 기억은 IQ, 노화, 정신 건강과 관련된 핵심적인 지적 능력이다. 작업 기억 훈련 프로그램은 작업 기억 결핍과 관련된 특정 질환을 치료하고, 건강한 신경정형 성인의 인지 능력을 전반적으로 향상시키는 데 효과적인 수단이라고 주장되어 왔다.
이 주제에 대한 개별 연구들은 다양하고 때로는 모순되는 결과를 보여주는데, 한 메타 연구가 지적했듯이 "인지 훈련이 지능을 향상시키는가?"라는 질문은 "약이 질병을 치료하는가?"라고 묻는 것만큼 부적절한데, 이는 어느 특정 개입(어떤 약 또는 작업 기억 훈련 프로그램)이 평가되고 있는지, 어떤 상태(예: 주의력결핍 과잉행동장애, 뇌졸중, 전반적인 인지 개선 등)를 완화하기 위해 적용되는지, 그리고 어떤 상황(선택 기준, 준수율, 결과 변수 등)에서 투여되는지가 명시되지 않았기 때문이다.
인지 훈련에 대해 매우 비판적인 2012년의 영향력 있는 메타 연구는 30개의 그룹 비교를 포함하는 23개 연구를 분석하여 임상 기억 훈련 프로그램이 ADHD를 가진 어린이와 성인의 작업 기억 기술을 단기적으로 신뢰할 수 있게 향상시키지만, 추가적인 후속 훈련 없이는 이러한 효과가 장기적으로 유지될 수 있다는 증거는 없다고 결론지었다. 3년 후, 또 다른 메타 연구는 작업 기억 훈련이 훈련된 작업 기억 테스트 유형뿐만 아니라 다른 훈련되지 않은 작업과 일상생활에서도 일관되고 유용한 효과를 가진다는 정반대의 결론에 도달했다. 그 이후로 더 큰 표본 크기, 명확하게 정의된 대조군, 그리고 결과 변수에 대한 더 통일된 처리를 통해 다양한 추가 임상 실험이 완료되었다. 증거가 아직 만장일치로 결론난 것은 아니지만, 작업 기억 훈련이 ADHD 환자들에게 뇌졸중이나 외상성 뇌손상을 겪은 환자들에게 암 치료를 받은 어린이들에게 그리고 정상적으로 발달하는 어린이들에게 유익한 효과를 보였다는 여러 실험 연구가 있다.

## 작업 기억
작업 기억(WM)은 현재 다양한 작업에 필요한 일시적인 정보를 마음에 여러 조각으로 담고 있는 시스템이다. 작업 기억은 단기 기억과 달리 정보의 저장과 조작을 포함하는 반면, 단기 기억은 즉시 사용 가능한 상태로 정보를 저장하는 것만을 의미한다. 따라서 단기 기억은 작업 기억의 한 구성 요소이다. 작업 기억 용량은 보통 한 사람이 마음속에 동시에 유지할 수 있는 정보 조각의 수를 결정하여 평가된다. 예를 들어, 한 사람에게 일련의 숫자와 문자를 듣고, 마음속으로 정렬한 다음, 정렬된 목록을 소리 내어 회상하도록 요청할 수 있다. 안정적으로 회상할 수 있는 가장 긴 문자 또는 다른 항목의 집합이 작업 기억 용량이다.
작업 기억의 용량은 사람마다 다르다. 8개의 지시를 기억할 수 있는 사람은 5개의 지시만 기억할 수 있는 사람보다 작업 기억 용량이 더 크다. 수많은 과학 연구는 작업 기억 용량이 주의력과 지능을 포함한 다른 근본적인 인지 능력의 강점과 관련이 있음을 밝혀냈다.
반대로, 낮은 작업 기억은 ADHD뿐만 아니라 여러 학습 장애의 핵심 결함 중 하나로 여겨진다.

## 과제
작업 기억 훈련 과제는 컴퓨터에서 진행되며, 종종 긍정적 강화, 개인의 성과에 대한 피드백, 그리고 개인의 현재 점수를 최고 점수 옆에 표시하는 것과 같은 다른 동기 부여 기능과 함께 제공된다. 이러한 과제를 연습하는 것은 부호화, 억제, 유지, 조작, 주의 전환 및 통제, 그리고 두 가지 작업을 동시에 관리하거나 주의를 분할하는 능력과 같은 수많은 과정을 요구한다. 과제의 가능한 형태로는 화면에 표시된 항목의 위치 순서대로 회상하기, 제시된 순서 또는 역순으로 숫자나 문자 회상하기 또는 특정 숫자나 숫자가 시퀀스에서 어디에 있었는지 정확히 회상하기 등이 있다. 컴퓨터는 또한 학습과 전반적인 개선을 극대화하기 위해 각 시도마다 개인의 성과에 따라 과제의 난이도를 조절하도록 프로그래밍되어 있다. 개인이 한 시도에서 성과가 나쁘면 난이도가 감소한다. 마찬가지로, 개인이 다음 몇 번의 시도에서 뛰어나면 난이도가 증가한다. 난이도를 변경하는 두 가지 방법은 기억해야 할 자극의 수를 조정하고 시각적 방해물을 추가하는 것이다.

## 전략
작업 기억 훈련에 사용되는 일반적인 전략에는 과제 반복, 부모와 개인 모두에게 성과를 향상시키기 위한 조언과 같은 피드백 제공, 연구를 수행하는 사람들과 부모의 칭찬과 보상을 통한 긍정적 강화, 그리고 시도마다 과제 난이도의 점진적인 조정 등이 있다. 개인이 명시적으로 사용하는 전략에는 자료의 리허설, 덩이짓기, 정신적 이미지를 자료와 연결, 기억술 및 기타 메타인지 전략이 포함된다. 후자의 전략은 학습되었으며 그 사용에 대한 의식적인 인식이 있다.

## 훈련 설정 및 평가
훈련을 시작하기 전에 참가자들은 훈련 전 언어 및 시공간 과제를 완료하며, 이는 연구의 후속 조치로 훈련 후 과제로도 완료된다. 훈련 전후 과제는 다양하며, 일부 연구에서는 언어 및 시공간 과제와 함께 "비훈련 과제"라고 불리는 약간 다른 과제를 사용한다. Klingberg 등은 훈련 전후에 시공간 과제, 스팬 보드, 스트룹 과제, 레이븐 색채 진행성 행렬, 그리고 선택 반응 시간 과제를 사용했다. Holmes 등은 비단어 회상, 미로 기억 과제, 듣기 회상, 그리고 "홀수 찾기" 과제를 사용했다. 연구에 사용된 과제와 다른 과제를 사용함으로써, 실험실 결과는 훈련 중에 학습되지 않은 과제임에도 높은 점수가 달성되면 전이 효과를 입증할 수 있다.
훈련 자체는 연구에서 참가자들이 주어진 기간 동안 정해진 횟수의 세션에 참여하도록 설정되며, 이는 연구마다 크게 다르다. 이는 2주에서 8주까지 다양할 수 있다. 세션에 소요되는 시간 또한 다르며, 일부 연구는 15분에서 40분까지 지속된다. 연구는 실험실에서 진행될 수도 있고, 연구원들이 주간 전화 통화를 통해 연락을 유지하면서 집에서 진행될 수도 있다. 모든 일정이 어느 정도는 다르기 때문에 훈련 일정을 설정하는 보편적인 방법은 없다. 효과는 훈련 완료 직후 그리고 몇 달 후, 심지어 1년 후에도 다시 테스트하여 훈련 결과가 여전히 유지되는지 확인한다. 테스트 및 평가는 학업 효율성 측정, 교사와 부모가 평가하는 개인 증상, 연구의 실험군과 대조군 비교, 그리고 자기 보고 측정을 기반으로 할 수 있다.

## 전이 효과
작업 기억 훈련에는 여러 가지 전이 효과가 있을 수 있다. 작업 기억 용량의 증가는 개인이 수학 및 기타 도전적인 학업과 같이 작업 기억 부하가 높은 작업을 수행할 가능성을 높일 수 있다. Holmes 등은 훈련 완료 6개월 후에도 수학적 추론 능력 향상을 보고했다. 또한, ADHD 아동의 경우 부모가 보고한 주의 산만 행동, 과잉 행동, 충동성 감소와 더불어 운동 활동 감소도 있었다. 그러나 대부분의 전이 효과는 추적 관찰 및 훈련 직후 완료되는 실험실 기반의 비훈련 과제에서 나타난다. 다양한 작업 기억 훈련의 효과를 평가한 30개 연구에 대한 메타 분석 결과, 작업 기억 훈련은 단기적으로 신뢰할 수 있는 효과를 보이지만 장기적인 효과는 제한적이라는 사실이 밝혀졌다. 또 다른 연구에서는 요구가 많은 액션 비디오 게임이 공간 인지 및 빠른 지각과 같은 기본 과정에 유익할 수 있지만, 비액션 3D 퍼즐 게임은 게임 자체에서 전이될 수 없는 개선을 보였다는 사실을 발견했다. 이러한 결과는 연구자가 선택한 비훈련 과제에 따라 다양하게 나타난다. 이러한 연구들의 주요 일반적인 발견은 실험군이 대조군에 비해 훈련된 과제에서 개선되고, 효과를 유지하기 위해서는 재훈련이 필요하다는 것을 확인한다.
ADHD 아동의 주의 산만 행동, 과잉 행동, 충동성 감소와 함께, 뇌졸중을 경험한 성인을 대상으로 한 예비 연구는 체계적인 작업 기억 훈련이 작업 기억과 주의력을 향상시킬 수 있음을 발견했다. 이 연구는 또한 연구 전후에 인지 기능 장애 증상에 대한 자기 평가를 포함했다. 연구를 완료한 9명의 참가자 중 8명이 연구 후 평가에서 연구 전보다 인지 기능 장애 발생이 적었다고 보고했다. 전반적으로, 이 예비 연구는 이전에 뇌졸중을 겪었던 성인 환자에게 작업 기억 훈련이 신경심리 검사로 측정된 인지 기능뿐만 아니라 인지 기능 장애에 대한 주관적인 보고서에서도 개선을 가져올 수 있다고 결론지었다.
연구들은 또한 작업 기억 훈련이 불안 및 우울 장애로 인한 작업 기억 결함을, 특히 청소년에게서, 개선하는 데 도움을 줄 수 있음을 입증했다. 한 시험 연구에서는 733명의 청소년 참가자의 WM을 테스트하고, 이들을 무작위로 활동성 또는 위약 감성 작업 기억 훈련에 배정했다. 불안 및 우울 장애가 감정 조절에 미치는 주요 영향 때문에 감성 자극이 결과를 보는 가장 좋은 방법으로 사용되었다. 격주 훈련 4주 후, 활동성 그룹에서는 작업 기억, 단기 및 장기 감정 기능의 개선, 심지어 자존감 증가까지 나타났다. WM 개선은 두 그룹 모두에서 관찰되었지만, 많은 한계가 있었고 불안 및 우울증과 같은 정신 건강 장애로 고통받는 사람들에게 장기적인 효과를 가져올 훈련을 개발하기 위해서는 추가 연구가 여전히 필요하다.
일부 발표된 연구에서는 작업 기억 훈련이 전반적인 지능을 향상시킬 수 있다고 주장했지만, 최근 문헌에서는 작업 기억 훈련이 다른 인지 능력 테스트로 전이되지 않는다고 제안한다. 또한 이전 연구에서 도출된 결론은 설계상의 한계, 혼합된 결과, 이론적 근거 부족의 결과라고 제안한다. 이러한 한계는 대부분 이전 연구에서 통제 부족에서 발견된다. 작업 기억 훈련에 대한 모든 이전 문헌을 평가한 논문은 단 한 연구도 실험군과 대조군 모두에서 "동기, 헌신, 난이도"를 동시에 통제하지 못했다고 지적했다. 이 논문이 발표된 몇 년 후, 이전에 언급된 모든 측면을 통제하면서 작업 기억 훈련의 전이 효과를 테스트하기 위한 무작위 위약 대조 연구가 수행되었다. 이 연구는 작업 기억 훈련이 유동 지능, 멀티태스킹, 결정화된 지능, 지각 속도를 포함한 다른 인지 능력 테스트에 긍정적인 전이를 미치지 않는다고 결론지었다.

## 역사
작업 기억의 개념은 1970년대에 널리 받아들여지고 그 중요성이 더 잘 이해되었다. 이 시기에 작업 기억을 개선하려는 여러 시도 또한 시작되었다. 예를 들어, 한 경우에는 한 대학생이 매일 한 시간씩 소리 내어 읽어주는 숫자를 반복해서 연습했다.

그는 20개월 동안 주 3~5회 이를 반복하여 79개의 숫자를 반복할 수 있게 되었다. 이 훈련된 과제에서 그의 능력이 향상되었지만, 위에서 설명한 것처럼 정보를 저장하는 능력인 그의 작업 기억은 향상되지 않았다. 이는 숫자가 아닌 문자를 반복하도록 요청받았을 때 가장 분명하게 나타났는데, 숫자를 회상하는 데 320시간 이상 연습한 이 학생은 한 번에 6개의 문자만 회상할 수 있었다. 이는 정상 또는 평균 이하의 성과였다. 훈련의 효과는 작업 기억 시스템을 개선하는 것이 아니라 저장되는 정보를 변경하는 것이었다. 학생은 숫자를 그룹화하고 이를 장기 기억에 있는 유사한 그림과 연관시키는 여러 방법을 배웠다. 실제로 그의 작업 기억 용량은 증가하지 않았다. 이 연구와 유사한 다른 연구들은 작업 기억이 향상될 수 없는 고정된 특성이라는 과학계의 지배적인 가설에 기여했다.

## ADHD 논란
1990년대와 2000년대에 발표된 많은 임상 연구들은 작업 기억 훈련이 ADHD 및 기타 인지 장애의 영향을 완화하는 데 효율적인 전략이라고 주장한다. 또한 많은 연구들은 작업 기억 훈련이 일화 기억을 향상시키고 노인들의 유동 지능과 처리 속도 과제에서 더 나은 성과와 개선을 가져올 수 있음을 입증했다.
조지아 공과대학교 연구원들이 작업 기억 훈련에 대한 17개 연구를 검토한 결과, 많은 연구가 "부적절한 통제"와 "관심 있는 인지 능력에 대한 비효과적인 측정"을 가지고 있었기 때문에 "결과가 일치하지 않는다"고 결론지었다.
2012년에는 체계적인 메타 분석 검토가 착수되었다. 엄격한 포함 기준은 모든 연구가 무작위 대조군 연구 또는 준실험 연구임을 보장했다. 모든 연구는 치료군과 치료를 받았거나 받지 않은 대조군을 포함해야 했다. 이 시점까지는 정상 발달 아동 및 성인의 임상 표본을 포함하여 약 23개의 연구가 이러한 기준을 충족했다. 결과는 에릭슨 등(1980)의 원래 발견과 밀접하게 일치했다. 연습된 기술에서 단기적인 개선이 있었다. ADHD 인구에 대한 결과는 결정적이었지만, 정상 발달 아동 및 건강한 성인에서는 전이 또는 일반화 효과(능력 향상을 나타냄)에 대한 설득력 있는 증거가 없었다.
다른 연구자들은 주의력 문제가 있는 어린이에게 훈련의 효과를 연구했다. 그중에는 NYU와 요크 대학교 (잉글랜드)가 있다. 또한, 많은 연구자들은 현재 정상 및 노화 성인, 소아암 생존자, 뇌졸중 및 외상성 뇌손상 피해자 등 다양한 새로운 응용 분야에 작업 기억 훈련의 사용을 탐색하고 있으며, 관련 연구가 완료되거나 시작되었다.
2009년 2월 사이언스(Science) 판에서 F. 맥냅(F McNab)이 이끄는 클링버그(Klingberg)와 동료들은 적응형 기억 범위 훈련이 도파민 D1 및 D2 수용체의 변화를 가져왔다고 주장했다. 같은 연구에서 "원격 전이" 테스트(한 테스트의 기술이 매우 다른 지능 관련 기술에 적용되는지 여부)가 수행되었다. 결과는 보고되지 않았다. (온라인 지원 자료 참조). 더욱이 스웨덴 발렌베리 신경과학 센터의 연구는 작업 기억 훈련이 해마 신경생성을 감소시킬 수 있음을 나타낸다. 실험 의료 과학자들이 성인 수컷 쥐를 작업 기억 과제에서 4일 또는 14일 동안 훈련시켰을 때, 2주 동안 훈련받은 쥐는 4일 동안만 훈련받은 쥐보다 새로운 해마 신경세포가 더 적었다. 이 보고서는 작업 기억의 강렬한 훈련으로 인한 증가된 스트레스가 해마 신경세포의 생성을 감소시킬 수 있다고 제안한다.
효능에 대한 신뢰할 만한 증거 부족은 대중 매체에서 점차 강조되고 있다.

## 참고 자료
- Cowan N (2010). 《Multiple concurrent thoughts: The meaning and developmental neuropsychology of working memory》. 《Developmental Neuropsychology》 35. 447–474쪽. doi:10.1080/87565641.2010.494985. PMC 2925295. PMID 20721769.
- Melby-Lervåg M, Hulme C (February 2013). 《Is working memory training effective? A meta-analytic review》. 《Developmental Psychology》 49. 270–291쪽. CiteSeerX 10.1.1.281.7759. doi:10.1037/a0028228. PMID 22612437. S2CID 12370312.
- Moreau D, Conway AR (July 2014). 《The case for an ecological approach to cognitive training》. 《Trends in Cognitive Sciences》 18. 334–336쪽. doi:10.1016/j.tics.2014.03.009. PMID 24972505. S2CID 28915970.